# Чебоксарские ястребы
«Чебоксарские ястребы» — российский мужской баскетбольный клуб из города Чебоксары. Выступает в Высшей лиге и в Кубке России.

## История
Баскетбольный клуб «Чебоксарские ястребы» основан в июле 2014 года по инициативе Заслуженного работника физической культуры и спорта Чувашской Республики, Президента Федерации баскетбола Чувашской Республики Сергея Худаева и поддержке Администрации города Чебоксары. Команда была организована на базе МБОУДО «ДЮСШ по баскетболу им. В. И. Грекова».
Состав команды в дебютном сезоне формируется преимущественно вокруг местных игроков: Николая Далматова (КМС), братьев Антона и Евгения Богдан, Егора Григорьева и Дмитрия Сударева. На момент создания команды опыт выступления в чемпионате страны на уровне Высшей лиги имеет только Антон Богдан («Строитель» Энгельс, 2013/2014). Капитаном команды становится Николай Долматов, предыдущий сезон отыгравший в МСБЛ в составе «БашГАУ» (Уфа). Остальные чебоксарские игроки на тот момент имели опыт выступления в АСБ в составе команды «ЧГПУ», несколько лет подряд доходившего до финала Приволжского федерального округа. Для усиления команды принято решение пригласить опытных игроков из других регионов, поигравших и добившихся успехов в Высшей лиге в предыдущих сезонах. Ими становятся Алексей Никифоров, в сезоне 2012/2013 выступавший за «Старый Соболь», Руслан Хайретдинов — «Университет-Югра» и Алексей Бауэр, взятый в аренду у «Строителя» (Энгельс). Доукомплектовывают команду Алексей Точилкин и Аркадий Горбачев, взятые в аренду у «Союза» (Заречный). В самом начале сезона в «Ястребы» приходит центровой Олег Бузняков, уже становившийся чемпионом Высшей лиги в составе «Эльбруса». На первой домашней игре 22 ноября 2014 года к команде присоединяется разыгрывающий защитник Андрей Борисов, имевший на тот момент опыт выступления в главном чемпионате страны — Суперлига А. Таким составом «Чебоксарские ястребы» стартуют в Высшей лиге в сезоне 2014/2015.
Заняв итоговое 9 место в Высшей лиге, в сезоне 2015/2016 «Чебоксарские ястребы» заслужили право выступать в Суперлиге-2 — второй по значимости дивизион в иерархии чемпионатов России, проводимых РФБ.
В сезоне 2016/2017 «Чебоксарские ястребы» приняли участие в Кубке России с 1/32 финала. Уступив «Уралмашу» «Ястребы» выбыли из дальнейшего розыгрыша Кубка.
В сезоне 2016/2017 «Чебоксарские ястребы» приняли участие в Суперлиге-2 дивизион. Неудачно начав сезон, «Ястребы» смогли найти свою игру и впервые в истории Чувашского баскетбола вышли в плей-офф чемпионата страны, в котором стали серебряными призёрами.

## Результаты выступлений
| Сезон     | Суперлига — 2 дивизион | Высшая Лига | Кубок России |
| --------- | ---------------------- | ----------- | ------------ |
| 2014/2015 | —                      | 9 место     | Первый раунд |
| 2015/2016 | 8 место                | —           | Второй раунд |
| 2016/2017 | 2 место                | —           | 1/32 финала  |
| 2017/2018 | 6 место                | —           | 1/32 финала  |
| 2018/2019 | 7 место                | —           | Первый этап  |
| 2019/2020 | 1 место                | —           | —            |
| 2020/2021 | 2 место                | —           | -            |

## Достижения
Суперлига-2 дивизион
- Серебряный призёр (2): 2016/17, 2020/21
- Бронзовый призёр: 2023/24

## Главные тренеры
- 2014—2018  Сергей Худаев
- 2018—2019  Юрий Жуканенко[3]
- 2019—2021  Сергей Худаев
- 2021—2022  Алексей Миронов[4]
- 2022—2024  Диан Шалев
- 2024— н.в.  Антон Богдан